# Sonora Carruseles
La Sonora Carruseles es una agrupación musical, nacida en Medellín, Colombia, en el año 1995. Esta orquesta interpreta salsa colombiana y otros ritmos como la cumbia, el porro y algunos ritmos caribeños, pero su sonoridad característica es la del Boogaloo, lo cual destaca en la gran mayoría de sus interpretaciones y en su formato instrumental.

## Historia
Sonora Carruseles se agrupó en la ciudad de Medellín, Colombia en 1995. Originalmente comenzó como experimento de un año de Mario Rincón "Pachanga" (Mario Pachanga), quien fue director musical de la compañía de registro basado en Colombia, Discos Fuentes. Después de un ensayo de sonido, el proyecto fue aprobado y publicado un álbum ese mismo año. El grupo lanzó un álbum cada año.

## Integrantes de la orquesta
En la actualidad, la Sonora Carruseles está ubicada en la ciudad de Medellín, Colombia, lugar donde se encuentra la sede principal para la organización de presentaciones en vivo de la orquesta.
La agrupación está formada por 
cantantes: Marinho Paz, Harold Peláez, Daniel Marmolejo,                                                                                                                  Bajo: Bernardo Echeverry,                                                                                                                                        Piano: juan pablo gomez patilla/Paolo Auditore                                                                                                                                   Timbal: Juan Carlos Gonzo,                                                                                                                                   Bongó: Julio Ernesto Estrada Jr.,                                                                                                                                  Congas y Dirección Musical: Hermídez Benítez.

## Discografía

### Espectacular - 1995
1. Adiós Compay Gato
2. Caliventura
3. Acuyuye
4. Chela
5. El Brujo De Arjona
6. Carruseles
7. Oye Mi Conga
8. Copas Y Amigos
9. Los Cocacolos
10. Mi Pregón
11. Cumbia De Mi Tierra
12. Vitamina

### Salsa y fuego – 1996
1. La Virgen de la Macarena
2. La Chola Caderona
3. Margoth
4. Tocando en Rufo
5. En Buenaventura
6. Soy el Rey
7. Cachitav
8. Oriente
9. Mosaico Cógele el Golpe
10. Luz de Cumbia
11. Mi Pedacito de Tierra
12. Alegre Conga
13. Federico Boogaloo

### Heavy salsa – 1998
1. Al son de los cueros
2. Que bailen to´s
3. Ave María Lola
4. Mosaico Boogaloo
5. La Joda
6. Linda cubana
7. Mosaico Cumbias
8. Tabarantiando
9. Micaela
10. Mosaico Matamoros
11. El pito
12. Quiéreme siempre

### Salsa brava – 2000
1. Arranca en Fa
2. Que suena mi campana
3. Mosaico 2/ salsa y control / Fe
4. Mosaico 3/ La Magdalena / Navidad Negra
5. La rumba buena
6. Mosaico 5/ Petes Boogaloo/ Charanga en New York
7. Mosaico 4/ Boogaloo en España/ Mambo en España
8. Charangal
9. Lo atará la Arache
10. Mosaico 1/ Pachanga brava / Pal 23
11. Que me entierren con rumba (Mi último de)
12. El bailarín de la Avenida

### De una vez gozando – 2002
1. Para ustedes
2. El baile del Boogaloo
3. De Una Vez Gozando
4. Mosaico Tito Puente
5. Hasta Que Rompa El Quero
6. Ojos Chinos
7. Cha-Cha-Cha Con Pachanga
8. Noche De Rumberos
9. Boogaloo Pa' Gozar
10. Como Baila Mi Pueblo
11. A Guapacher Con La Son
12. Llora Corazón
13. Twist Boogaloo

### La salsa la traigo yo! – 2003
1. La Salsa La Traigo Yo
2. Cocinando La Salsa
3. La Comay
4. Vengo Caliente
5. Pachanga Pa' Oriente
6. Repica El Tambo
7. Lo Que Pide La Gente
8. Coquetona
9. Rumba De Mulatos
10. Me Goce El Bongo
11. Puras Mentiras
12. Este Es Mi Son
13. Amor Mexicano

### Salsa pa bacanes – 2004
1. El Gato Boogaloo
2. Solo Quede
3. Bacán De Barrio
4. Micaela (Remix)
5. Tremendo Boogaloo
6. Las Muchachas
7. Piano
8. Cuero Na' Ma
9. Camelia
10. Mi Rico Boogaloo
11. Tiene Swing
12. Que No Pare La Rumba

- Datos: Q1799149